# Hydrillodes abavalis
Hydrillodes abavalis là một loài bướm đêm trong họ Noctuidae.